# 馬克士威山脈
馬克士威山脈（英語：Maxwell Montes），是金星北部伊师塔地东缘的一条山脉，以英国物理学家詹姆斯·克拉克·馬克士威之名命名，是金星上少数几个非女性的地名之一。馬克士威山脈是金星上的最高点，其高度約為11公里，比地球的最高點珠穆朗瑪峰還要高出2至3公里左右。

## 概要
馬克士威山脈位於金星北半球兩個主要高地中較北方的伊師塔地，比金星地表高11公里。馬克士威山脈在吉祥天高原東方，並且比該高原高6.4公里，長度853公里，寬700公里。該山脈的西側是陡坡，而東面則平緩下降至福爾圖娜鑲嵌地（Fortuna Tessera）。因為馬克士威山脈極高，因此是金星地表溫度最低（380 °C），且氣壓最低（約60巴或59标准大气压）的地方。

## 形成與地質
吉祥天高原和馬克士威山脈等這類地形的形成原因有許多的爭論。一個理論認為這些區域的形成是因為從金星核心向表面上升的熱柱攜帶的物質堆積，另一個理論則認為是該區域同時受到各方向的壓力，使物質向金星的核心下降而形成。馬克士威山脈和福爾圖娜鑲嵌地的山脊和山谷相當寬廣，因此一般認為這個區域是受到擠壓而形成。而該區域的平行山脈和山谷被之後形成的張性斷層切割。馬克士威山脈極高的高度和吉祥天高原周圍其他山脈的擠壓有關聯，因此它的起源更加複雜。
馬克士威山脈因為高度的關係，它在大多數雷達影像中都是非常明亮的區域。被稱為「金星之雪」（Venus snow）的現象被認為是因為黃鐵礦等礦物存在造成的。

## 雷達探測與命名
因為雷達的訊號可以穿透金星大氣層中永久性的厚雲層，天文學家使用位於波多黎各的阿雷西博天文台對金星表面進行觀測，因此發現了馬克士威山脈這個金星表面高度極高的區域，並在1967年以詹姆斯·克拉克·馬克士威命名，因為他以數學物理方式預測了無線電波的存在，讓天文學家得以探測金星表面。
1978年太空探測器先鋒-金星1號進入金星軌道並以雷達對金星表面進行觀測。科學家以該次探測資料製作了第一幅金星表面的地形圖，並確認了馬克士威山脈是金星表面最高點。
金星表面的地表特徵命名規則是以女性人物或女神命名，不過馬克士威山脈、α區和β區這三個是例外。馬克士威山脈更是金星表面唯一以男性人物命名的地表特徵。
該山脈最初是於1970年由雷·尤爾根斯（Ray Jurgens）在湯馬士·戈爾德的敦促下命名，之後由國際天文學聯合會的行星系統命名工作小組（Working Group for Planetary System Nomenclature，WGPSN）在1976到1979年之間批准命名。